# Locatello
Locatello é uma comuna italiana da região da Lombardia, província de Bérgamo, com cerca de 739 habitantes. Estende-se por uma área de 3 km², tendo uma densidade populacional de 246 hab/km². Faz fronteira com Brumano, Corna Imagna, Fuipiano Valle Imagna, Rota d'Imagna.

## Demografia
| Variação demográfica do município entre 1861 e 2011                               |
|                                                                                   |
| Fonte: Istituto Nazionale di Statistica (ISTAT) - Elaboração gráfica da Wikipedia |